# 8305 Тейка
8305 Тейка́ (8305 Teika) — астероїд головного поясу, відкритий 22 лютого 1995 року.
Тіссеранів параметр щодо Юпітера — 3,504.
Названо на честь Тейки (яп. ていか(定歌) тейка).